# Trio

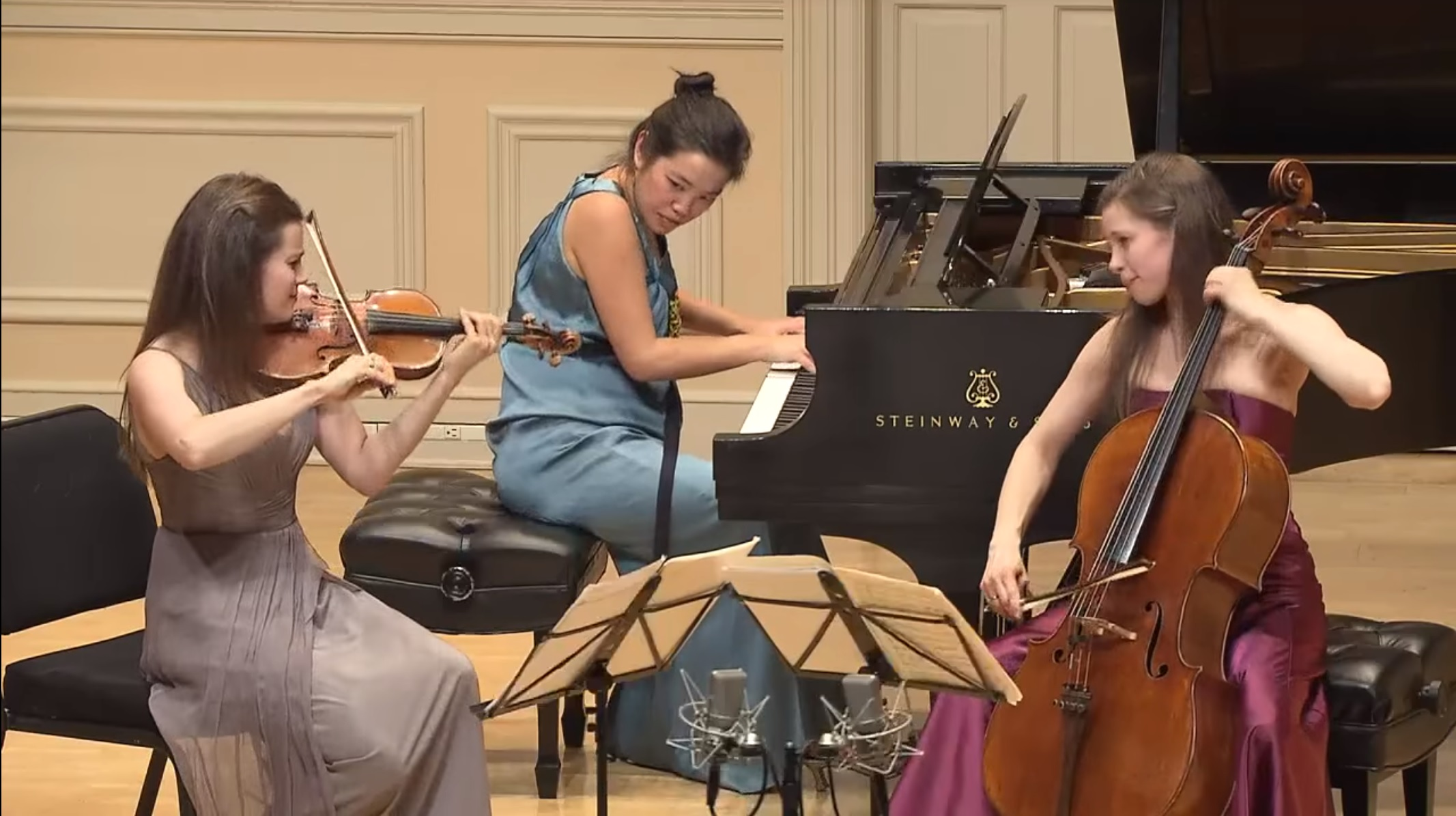
Claremont Trio wykonuje utwór Fanny Mendelssohn, a altowiolistka Misha Amory wykonuje Kwartet fortepianowy nr 1 Brahmsa. 3 w Bibliotece Kongresu.

Trio – wieloznaczny termin muzyczny:
1. utwór na trzy instrumenty;
2. zespół instrumentalny trzech osób, np. trio fortepianowe lub smyczkowe;
3. środkowy odcinek menueta lub scherza, ewentualnie innego tańca, kontrastujący charakterem i (często) obsadą; zwłaszcza w muzyce XVIII i XIX wieku[potrzebny przypis].

## Trio a rock
W muzyce rockowej trio jest rzadziej spotykaną konfiguracją, aczkolwiek istnieje (lub istniało) szereg ważnych grup grającym w takim składzie (np. trio akordeonowe – Motion Trio). Typowe trio rockowe składa się z trzech instrumentów:
- gitara,
- gitara basowa
- perkusja

Jeden z instrumentalistów często śpiewa. W takim składzie występowali m.in.: Rush, Cream, ZZ Top, The Police lub Jimi Hendrix Experience. Niewielką modyfikacją tego składu jest kwartet, w którym czwarty muzyk jest wokalistą niegrającym na żadnym instrumencie, np. Led Zeppelin lub Black Sabbath.
Istnieją też rzadziej spotykane składy trio rockowego, np. Emerson, Lake and Palmer oraz Van der Graaf Generator, które miały zmodyfikowaną konfigurację:
- instrumenty klawiszowe,
- gitara basowa
- perkusja